# Insula Iki
Insula Iki (壱岐島 Iki-no-shima?) este o insulă din arhipelagul Tsushima din Japonia, cu o suprafață de 138,45 km2. Din punct de vedere administrativ, ea aparține de prefectura Nagasaki, regiunea Kyushu. Insula are o lungime de 17 km pe direcție nord-sud și o lățime maximă de 14 km pe direcție est-vest.

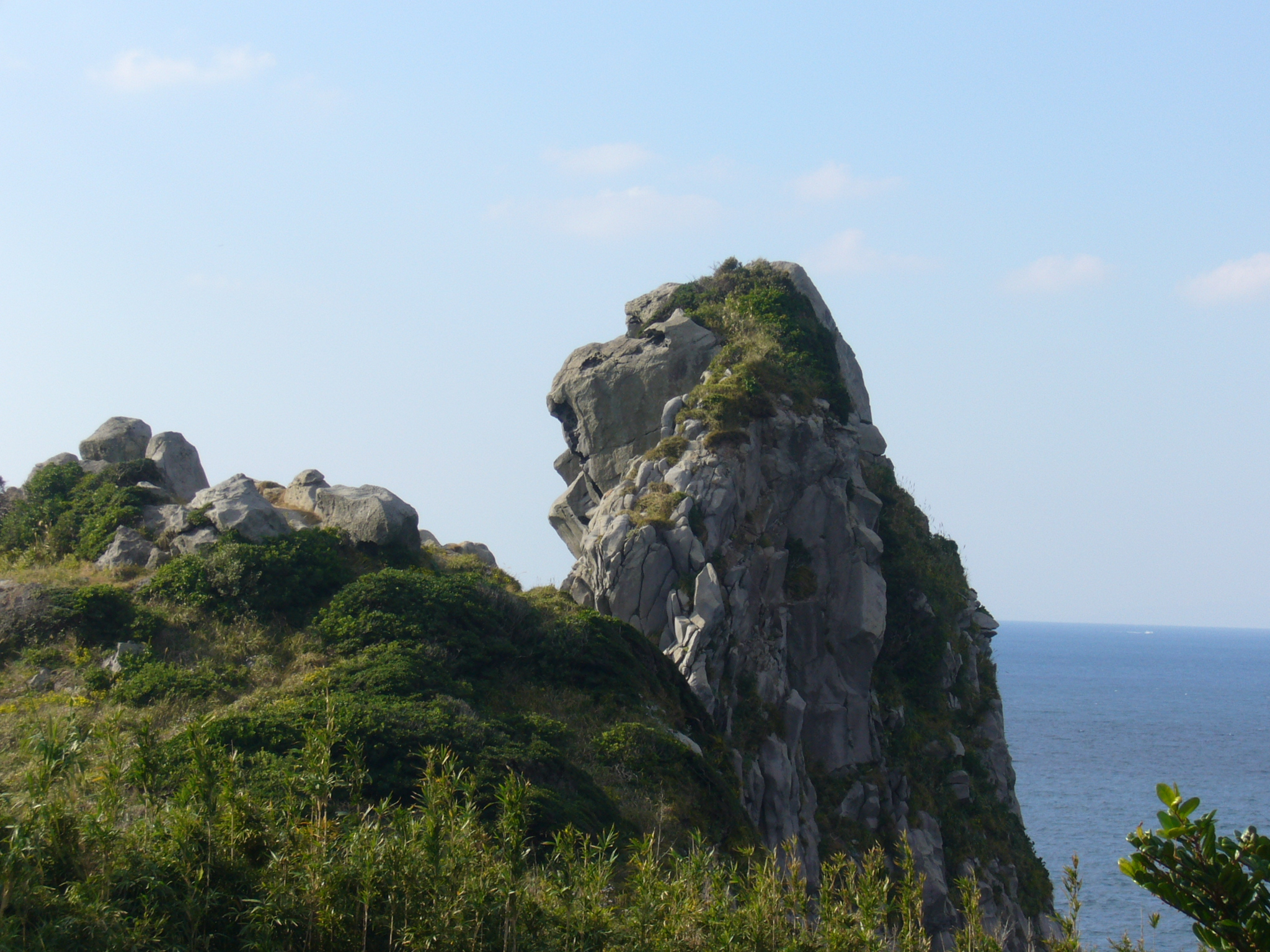
Muntele Saruiwa (Stâncă-măimuţă) de pe insula Iki

Insulele Tsushima se găsesc între Strâmtoarea Tsushima și canalul estic din Strâmtoarea Coreei. Ele constituie Parcul Național Iki-Tsushima.
Insula are o populație de 33.202 locuitori. Municipiul Iki este centrul administrației locale și pe lângă el, insula are trei porturi. Locuitorii practică agricultura, existând importante culturi de orez și tutun. Pe insula Iki există o baie termală japoneză. 
În apele locale există numeroși arici de mare. Pescuitul intensiv de balene și delfini în anii 1970 și 1980 au adus insulei o faimă negativă, in special satului Katsumoto. În 1977, pescarii locali au invitat unele televiziuni pentru a-i filma în timp ce masacrau mari cantități de delfini. Guvernul local a interzis în 1982 pescuitul comercial al unei specii de scrumbie aflată în pericol de dispariție.